# Methven
Pour les articles homonymes, voir Methven (homonymie).

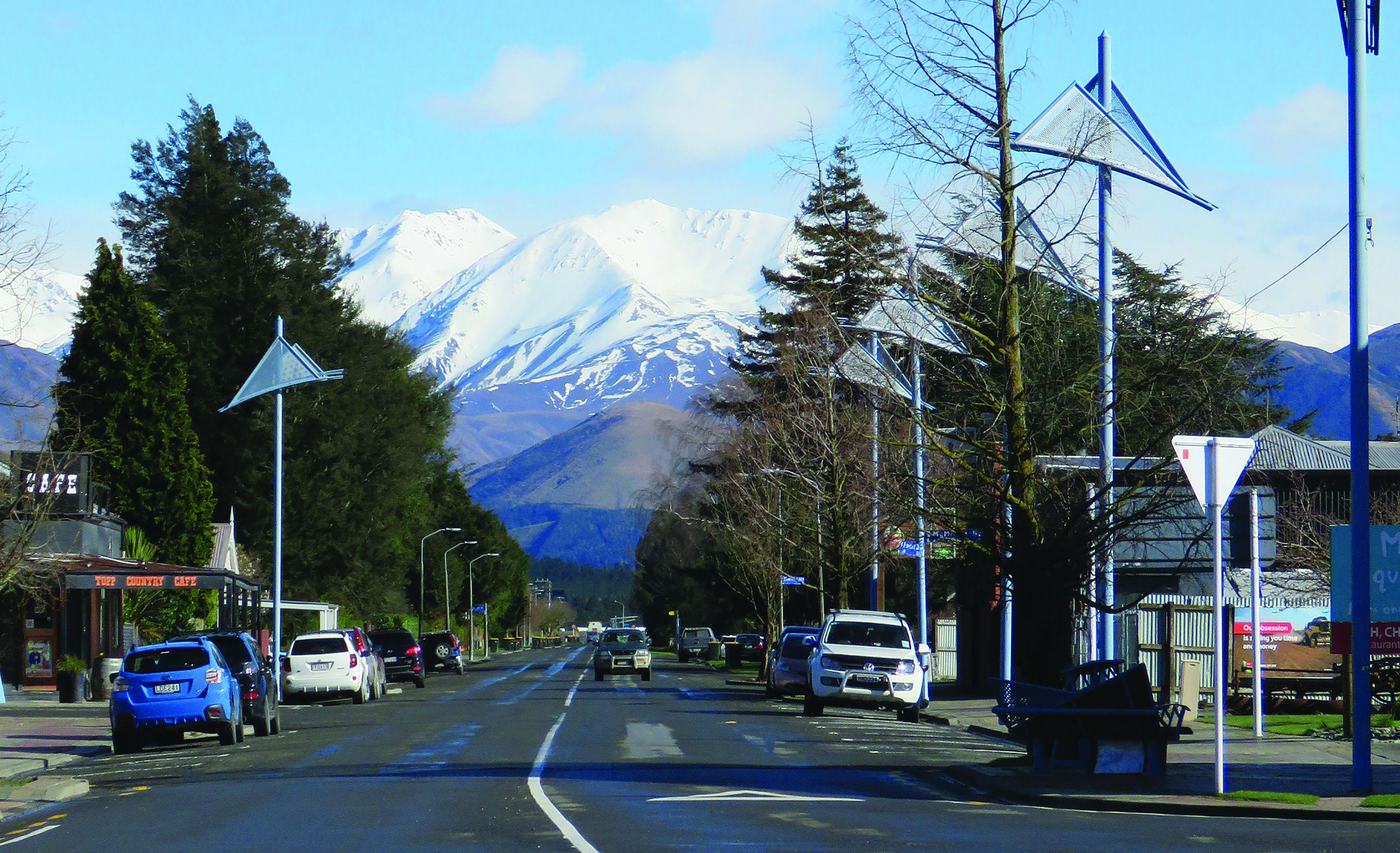

Methven (en Māori : Piwakawaka) est une petite localité de la région de Canterbury, située dans l’Île du Sud de la Nouvelle-Zélande.

## Situation
Elle est localisée près du bord ouest des plaines de Canterbury, à 35 kilomètres au nord de la ville d’Ashburton.
Elle fut à l’origine de la ligne principale du sud (en).
La branche venant de Rakaia, nommée la branche de Methven (en) circule à travers la ville de Lauriston puis de ‘Lyndhurst’ allant jusqu’à Methven et fonctionna de 1880 jusqu’en 1976.

## Population
La population de la ville de Methven était de 1 326 habitants au recensement de 2006, et a augmenté de 192 habitants depuis 2001.

## Activité économique
C’est une ville rurale tout le long de l’année, mais elle subit une transformation importante en hiver.
Les pistes de ski de la station du mont Hutt sont à environ une demi-heure de voiture de la ville de Methven, qui en est donc la ville la plus proche.
Aussi, un certain nombre de cafés, de bars, et de restaurants siègent ici mais sont en sommeil relatif pendant les mois d’été.
De même, les possibilités de logements de la ville sont très saisonnières.
En plus du ski, d'autres attractions très populaires sont l’ascension en ballon, la course de motos de rue annuelle nommée le Mountain Thunder motorcycle et le rodéo annuel.

## Célébrité

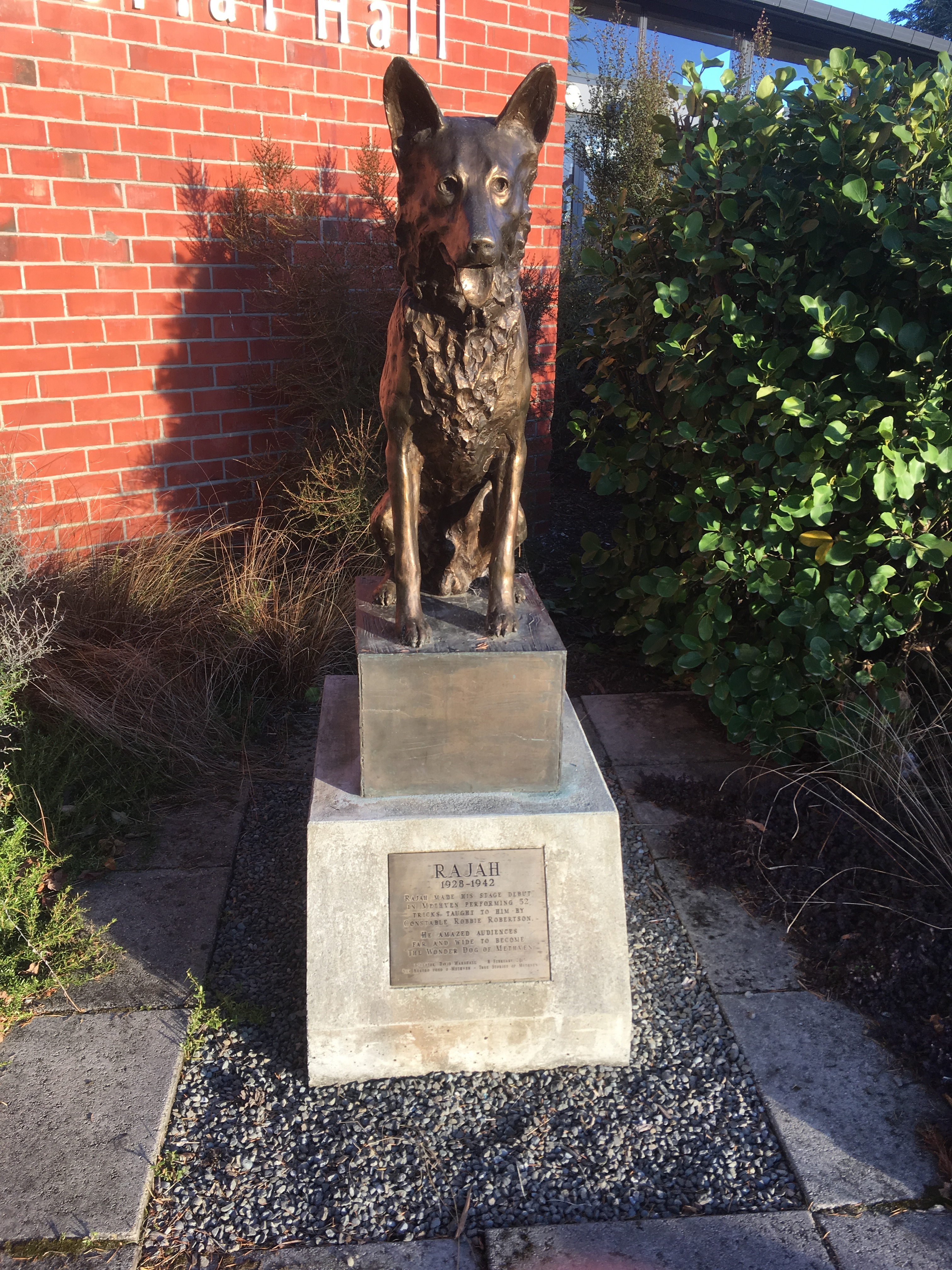
Statue de Rajah, Methven.

Originaire de la ville de Methven, Rajah (en) est un chien d'utilité et acteur canin des années 1930. Il est considéré comme le premier chien policer en Nouvelle-Zélande,.

## Cinéma
Methven a servi aussi de base pour le décor et le recrutement de figurants pour la réalisation des séquences de l’Edoras (situé un peu plus loin dans l’intérieur des terres) dans le cadre du film Le Seigneur des anneaux.

## Éducation
Le collège de 'Mount Hutt College' est la principale école de Methven et a une classe de fin d’études très réputée, qui attire les étudiants de toute la région[réf. nécessaire].
Methven possède trois écoles :
- la 'Methven School' est une école primaire publique recevant les enfants de l’année 3 à 7. Son effectif selon le NZ school roll data, est de 343 élèves[Quand ?].
- le 'Mount Hutt College' est une école secondaire publique pour le niveau 7 à 13. Son effectif est de 348 élèves.
- le 'Our Lady of Snow School' est une école publique catholique sous contrat, pour le primaire (année 1 à 8). Elle a un effectif de 346 élèves.